# Chelonus sinuosus
Chelonus sinuosus är en stekelart som först beskrevs av Ji och Chen 2003.  Chelonus sinuosus ingår i släktet Chelonus och familjen bracksteklar. Inga underarter finns listade i Catalogue of Life.